# 산호상어
산호상어(학명: Carcharhinus amblyrhynchos)는 흉상어목 흉상어과 흉상어속에 속하는 물고기이다. 몸길이는 평균적으로 1.9m(6.2 피트)에 최대의 크기로 성장하면 2.6m(8.5ft)가 되고 몸무게는 33.7kg(71lb)가 되는 상어에선 중형인 어종에 속한다.

## 특징과 먹이
산호상어는 길고 무딘 주미와 크고 둥근 모양의 눈을 가진 견고하고 유선형의 몸체를 가지고 있다. 턱에는 양쪽에 각각 13개~14개의 날카로운 이빨을 가지고 있으며 윗턱에는 위턱에는 14개의 이빨을 가지고 아래턱은 13개의 이빨을 가진다. 위턱의 이빨은 기울어진 커프가 있는 삼각형이며 아래턱의 이빨은 더 좁고 구부려져 있다. 등지느러미는 2개이고 제1등지느러미가 크고 위로 솟구쳐 있다. 제2등지느러미는 꼬리지느러미와 가까이 붙어 있으며 제1등지느러미와 제2등지느러미 사이에 능선은 없다. 가슴지느러미는 좁고 낫 모양의 모습을 하고 있다. 색상은 등쪽이 회색과 푸른색을 골고루 띄고 있으며 측면이 되는 옆줄을 토대로 배쪽은 흰색을 띄고 있다. 꼬리지느러미의 상부와 하부의 후면에는 독특하고 광범위한 검은색의 띠를 가지고 있으며 검은 팁에 더스키 가슴, 골반, 제2배지느러미, 항문지느러미가 있다. 인도양의 서부에 사는 종은 제1등지느러미의 끝에 좁은 흰색의 마진을 별도로 가지고 있다. 영어권에서는 그레이 리프 샤크(Gray Reef Shark)라는 이름을 가지고 있으며 한국어로 번역하면 회색암초상어가 된다. 또한 산호상어는 무리를 지어 군영의 사냥을 하는 습성을 가지고 있는데 낮에 5~20마리의 무리를 이루면서 먹잇감들을 사낭하며 저녁에 서로 독단으로 갈라지는 사회성이 강한 어류이다. 사람에게 공격을 할 수가 있는 상어이고 산호상어는 성격이 대체적으로 호기심이 많은 물고기지만 사람을 공격하는 빈도가 같은 흉상어목 흉상어과의 어종인 황소상어에 비해 적으며 잠수부들과 같이 수영을 하는 모습도 많은 상어이다. 먹이로는 주로 멸치, 청어, 정어리, 꽁치, 숭어, 고등어 등의 어류들과 게와 바닷가재와 갑각류들과 오징어나 문어와 같은 두족류 등을 잡아먹는 육식성물고기에 속한다.

## 서식지와 산란기
산호상어의 주된 서식지는 태평양과 인도양이며 이외에도 홍해, 페르시아만에서도 발견이 되는 어종이다. 주로 마다가스카르와 몰디브부터 시작해 동남아시아, 중국 남부, 필리핀, 인도네시아, 오스트레일리아, 뉴질랜드까지 매우 굉범위하게 서식하고 있는 어종으로 수심 10~60m의 연안이나 산호초 등에서 주로 서식하는 표해수대의 어류이다. 산란기는 북반구에선 3월~7월인 봄과 여름이며 남반구에선 7월~8월인 여름이 된다. 산란기가 되면 수컷은 암컷을 두고 싸우는 모습을 보여주기도 한다. 수컷의 수정을 받은 암컷은 9개월~15개월의 임신기간을 가지고 있으며 이는 임신기간이 1년에 해당이 되고 이듬해에 1~4마리의 유어를 출산하는 난태생의 어류가 된다. 하와이에 서식하는 어종은 유어를 6마리까치 출산하기도 한다. 산호상어의 수명은 보통 25년이 되며 성적으로 성숙하는 나이는 수컷과 암컷이 모두 생후 7년차지만 그레이트 배리어 리프에서는 생후 11년이 되야만 암컷이 성적으로 성숙하게 된다.

## 같이 보기
- 흉상어목
- 흉상어과